# Liste der Nummer-eins-Hits in Norwegen (1988)
Diese Liste enthält alle Nummer-eins-Hits in Norwegen im Jahr 1988. Es gab in diesem Jahr 15 Nummer-eins-Singles und elf Nummer-eins-Alben.
| Singles | Alben |
| --- | --- |
| - T’Pau – China In Your Hand - 8 Wochen (50/1987 – 4/1988) - Belinda Carlisle – Heaven Is a Place on Earth - 4 Wochen (5/1988 – 8/1988) - Billy Ocean – Get Outta My Dreams, Get into My Car - 4 Wochen (9/1988 – 12/1988) - a-ha – Stay On These Roads - 6 Wochen (13/1988 – 18/1988) - Prince – Alphabet St. - 6 Wochen (19/1988 – 24/1988) - Ofra Haza – Im nin' alu - 4 Wochen (25/1988 – 28/1988) - Tindrum – Drums Of War - 2 Wochen (29/1988 – 30/1988) - Viggo Sandvik – Fisking i Valdres - 3 Wochen (31/1988 – 33/1988) - Europe – Superstitious - 3 Wochen (34/1988 – 36/1988) - Transvision Vamp – I Want Your Love - 1 Woche (37/1988) - Vidar Theisen & The Retrievers – Heavy Metal - 4 Wochen (38/1988 – 41/1988) - Koreana – Hand In Hand - 4 Wochen (42/1988 – 45/1988) - One 2 Many – Downtown - 5 Wochen (46/1988 – 50/1988) - Sam Brown – Stop! - 1 Woche (51/1988) - Robin Beck – First Time - 4 Wochen (52/1988 – 3/1989) | - T’Pau – Bridge Of Spies - 5 Wochen (53/1987 – 4/1988) - Johnny Hates Jazz – Turn Back The Clock - 2 Wochen (5/1988 – 6/1988) - Belinda Carlisle – Heaven On Earth - 1 Woche (7/1988) - Leonard Cohen – I'm Your Man - 11 Wochen (8/1988 – 18/1988, insgesamt 17 Wochen) - a-ha – Stay On These Roads - 2 Wochen (19/1988 – 20/1988) - Leonard Cohen – I'm Your Man - 6 Wochen (21/1988 – 26/1988, insgesamt 17 Wochen) - Kim Larsen – Yummi Yummi - 6 Wochen (27/1988 – 32/1988) - Rune Rudberg – Ut mot havet - 1 Woche (33/1988) - Europe – Out Of This World - 3 Wochen (34/1988 – 36/1988) - Jahn Teigen – Klove uten scene - 6 Wochen (37/1988 – 42/1988) - U2 – Rattle and Hum - 3 Wochen (43/1988 – 45/1988) - Tanita Tikaram – Ancient Heart - 13 Wochen (46/1988 – 6/1989) |
| | |

Siehe auch: Nummer-eins-Hits 1988 in  Australien, Belgien, Dänemark, Deutschland, Finnland, Frankreich, Irland, Italien, Japan, Kanada, Neuseeland, den Niederlanden, Österreich, Schweden, der Schweiz, Spanien, den Vereinigten Staaten und im Vereinigten Königreich.